# Elisabeth Edstam-Sterner

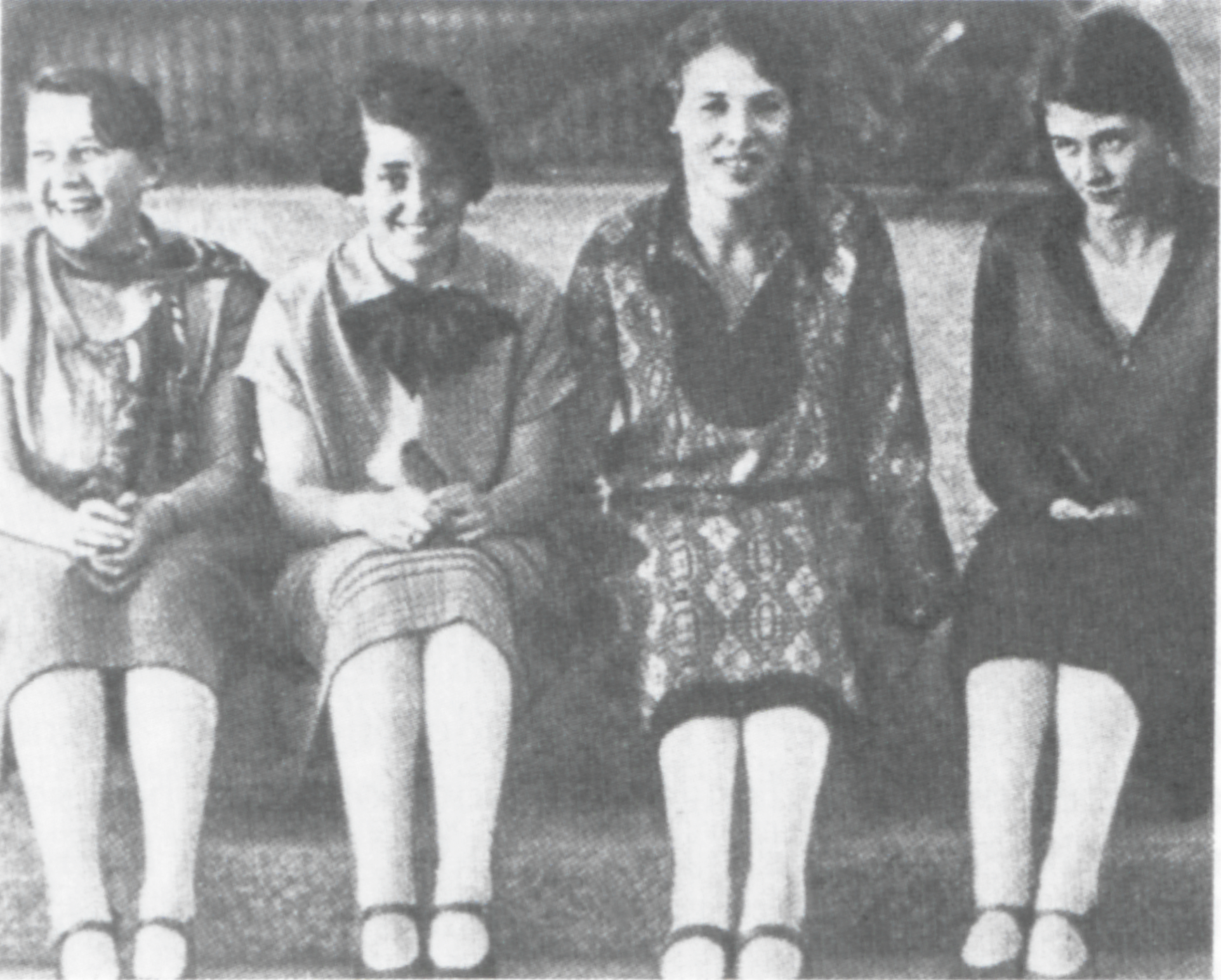
Elisabeth Edstam (tredje från vänster) med tre kurskamrater vid KTH 1927.

Karin Elisabeth Edstam-Sterner, född 15 november 1906 i Stockholm, död där 19 februari 1977, var en svensk arkitekt. Hon var sedan 1936 gift med Nils Sterner.
Edstam-Sterner, som var dotter till kamrer Gustaf Edstam och Tekla Öquist, avlade studentexamen vid Åhlinska skolan i Stockholm 1926. Efter en tids praktik vid Albin Brags ritkontor antogs hon som ordinarie studerande vid Kungliga Tekniska högskolan, där hon blev en av initiativtagarna till Kvinnliga teknologers sammanslutning och varifrån hon utexaminerades som arkitekt 1930. Hon studerade därefter vid Kungliga Konsthögskolan 1931–1933. Hon var biträdande arkitekt hos Lars Israel Wahlman 1931–1935 och hos Rolf Hagstrand och Birger Lindberg 1936–1944. Hon bedrev egen arkitektverksamhet från 1939 och öppnade 1944 ett eget arkitektkontor, vilket hon drev till 1961, då hon anställdes vid Byggnadsstyrelsen, där hon från 1965 till pensioneringen 1972 var avdelningsdirektör. Edstam-Sterner, som var inspirerad av funktionalismen, ritade huvudsakligen bostäder och ålderdomshem, medan hon under tiden vid Byggnadsstyrelsen bland annat ägnade sig åt universitetsbyggnader. Hon är begravd på Dalarö begravningsplats.